# Mad Bull
Mad Bull es un telefilme estadounidense de acción, comedia y drama de 1977, dirigido por Walter Doniger y Len Steckler, escrito por Wayne Wellons, Vernon Zimmerman y Stanley Mann, está basado en una novela de este último, musicalizado por Al De Lory, en la fotografía estuvo Jacques R. Marquette y los protagonistas son Alex Karras, Susan Anspach y Nicholas Colasanto, entre otros. Este largometraje fue producido por Len Steckler Productions y Filmways Television; se estrenó el 21 de diciembre de 1977.

## Sinopsis
Un robusto luchador profesional se enamora de una mujer afectuosa, ella lo persuade para que no haga un ajuste de cuentas con el homicida de su hermano.